# St. Laurentius (Tittmoning)

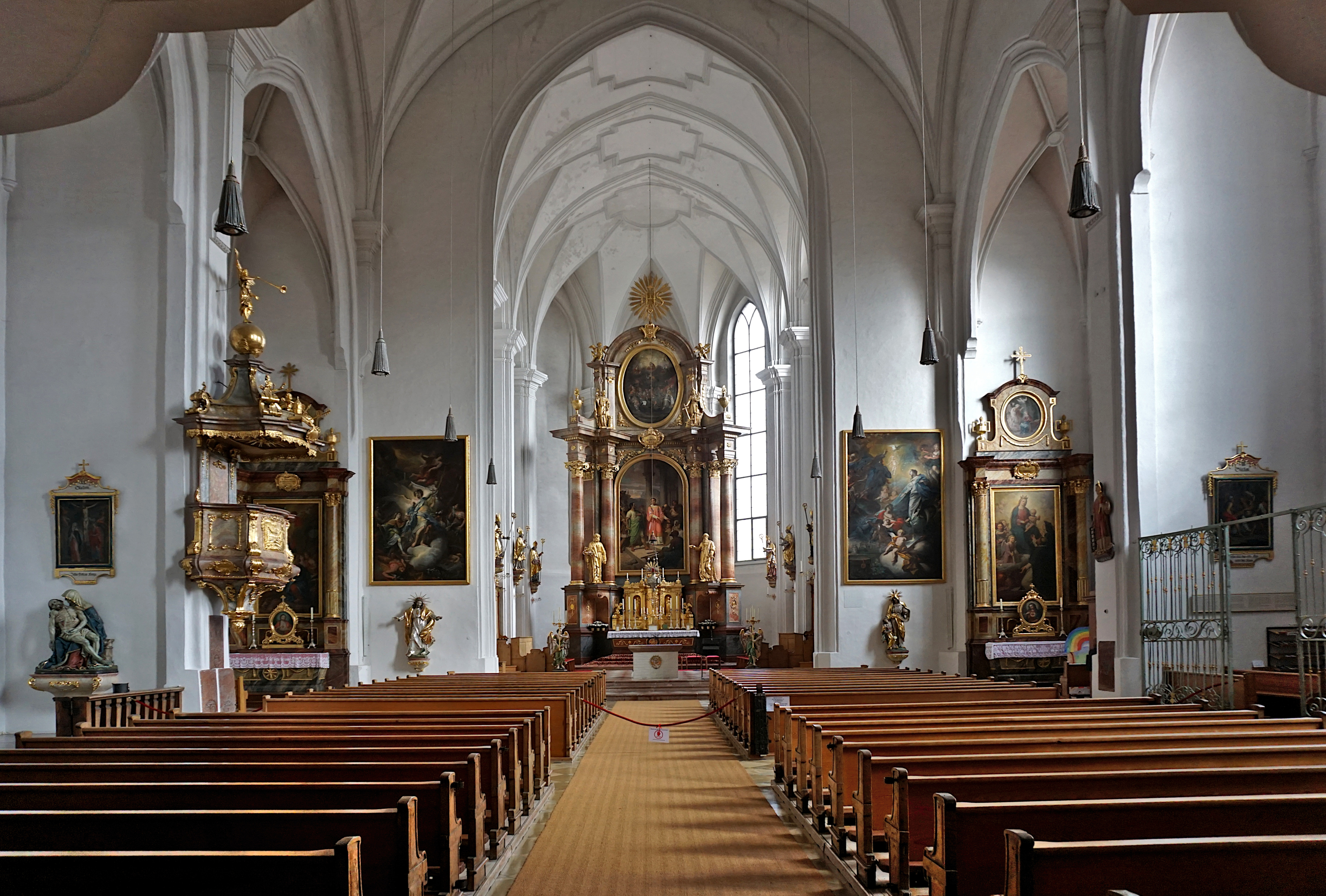
Innenraum der Pfarrkirche

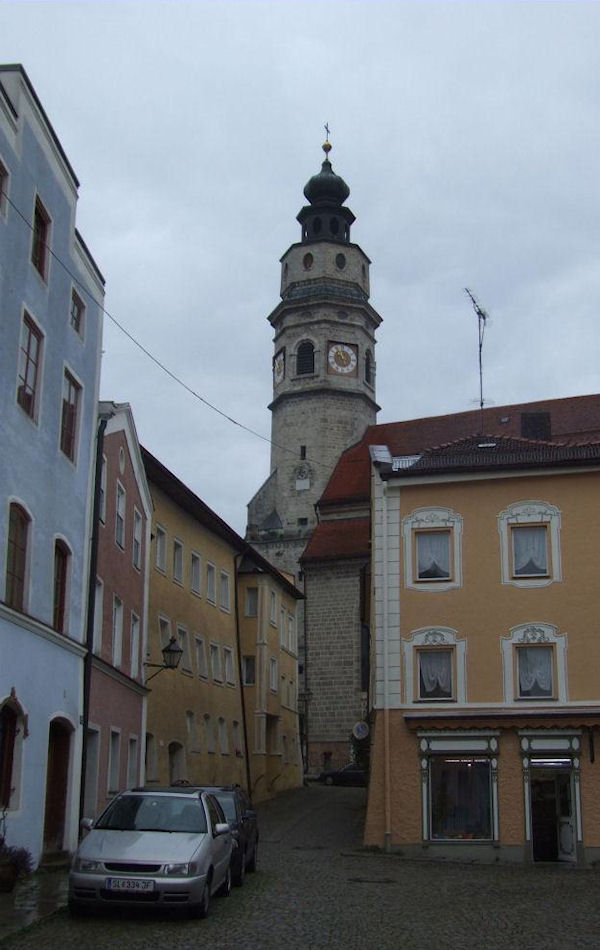
Stadtpfarrkirche St. Laurentius

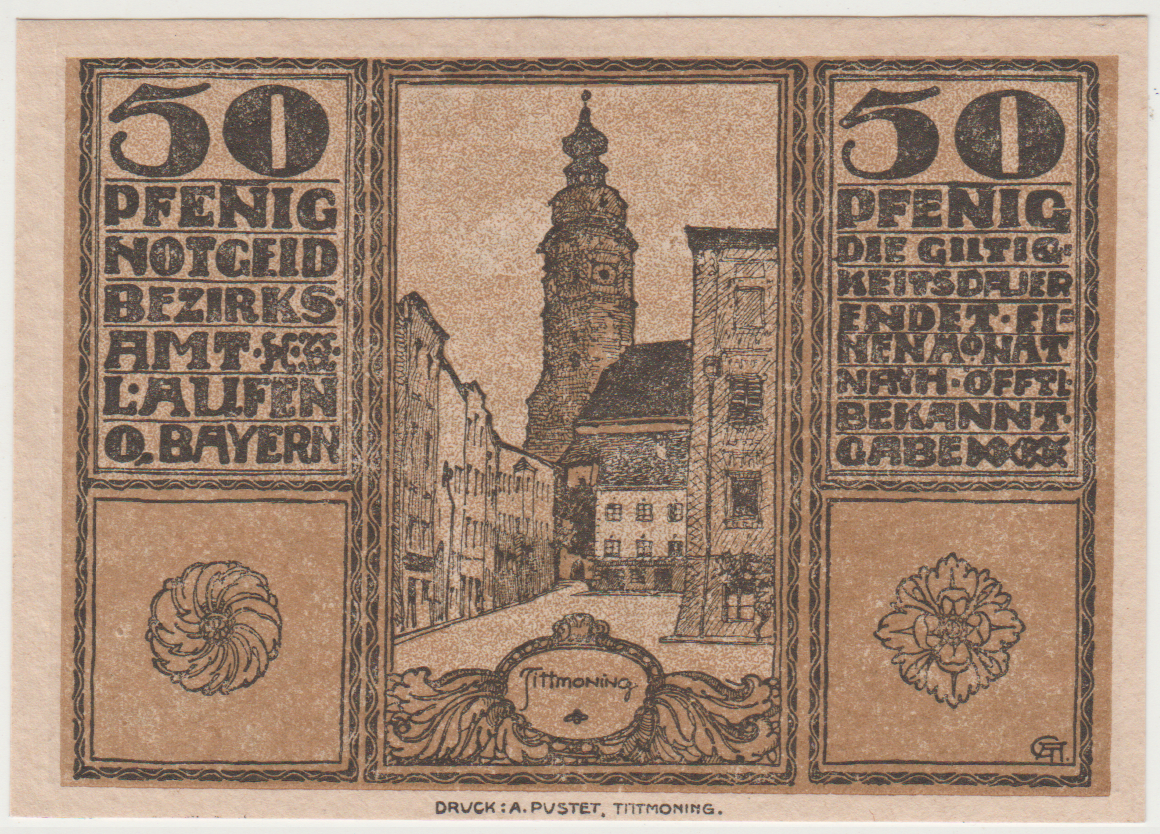
Ein Notgeldschein des Bezirks Laufen, mit einer Darstellung der Pfarrkirche St. Laurentius, aus dem Jahr 1920.

St. Laurentius ist eine Pfarrkirche der Erzdiözese München und Freising in der Stadt Tittmoning in Bayern.

## Geschichte
Die Kirche wurde 1189 urkundlich genannt, als dem Stift Nonnberg in Salzburg das Patronat über die Kirche und seine fünf Nebenkirchen zugesprochen wurde. Laut Bauinschrift wurde der Neubau im Jahre 1410 mit dem Baumeister Hans Weylhaimer begonnen. Das Langhaus wurde 1514 überwölbt. 1534 wurde mit dem Turmbau begonnen. 1633 wurde durch Erzbischof von Salzburg Paris von Lodron ein Kollegiatstift gegründet. Später besiedelten Deutsche Bartholomiten das Stift. 1672 wurde der Turmausbau mit Giovanni Antonio Dario aus Salzburg begonnen. Von 1697 bis 1698 wurde die Kreuzkapelle mit Johann Pattinger errichtet. Bis 1810 gehört die Kirche zur Erzdiözese Salzburg. Von 1815 bis 1820 erfolgte nach einem Brand ein Neuausbau des Kircheninneren und des Turmaufsatzes mit Lorenz Brändl. Das Kircheninnere wurde um 1817 in nachbarocken Stilformen umgestaltet. Von 1971 bis 1974 erfolgte eine Renovierung. 1994 erfolgte eine Rekonstruktion der Raumfassung von 1817.

## Architektur

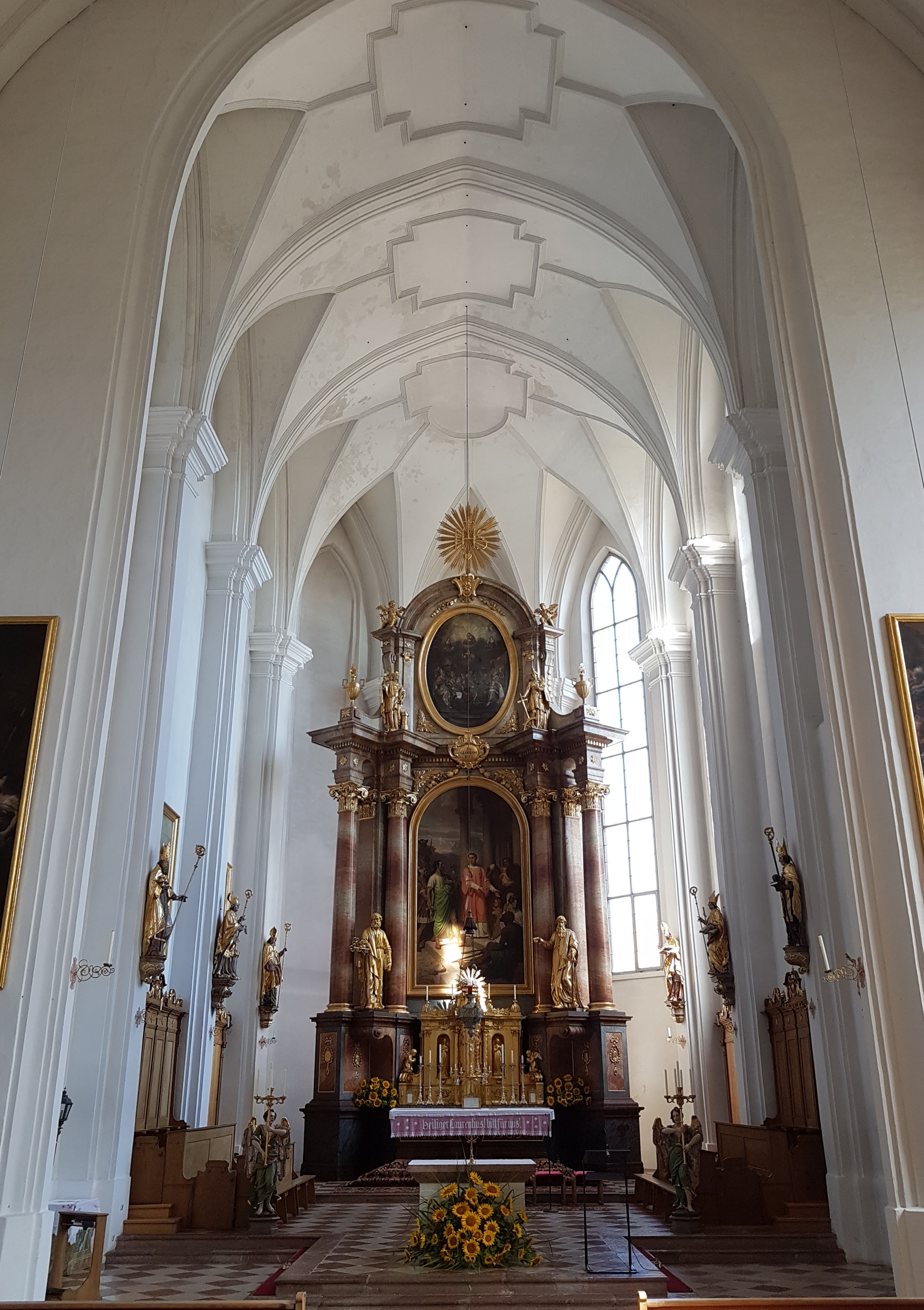
Chor mit dem Hochaltar

Die spätgotische Wandpfeilerkirche aus Tuffquadern steht nordwestlich des Stadtplatzes auf einem erhöhten Geländeabschnitt an der Stelle einer Vorgängerkirche aus dem 10. und 11. Jahrhundert. An den weitläufigen dreijochige Saalraum schließt ein eingezogener dreijochiger Chor mit Dreiseitschluss an. Der Chor hat außen zweifach abgesetzte Strebepfeiler. Am Langhaus wurde von 1439 bis 1466 zwischen den Pfeilern, analog der Stadtpfarrkirche St. Stephan in Braunau am Inn in Oberösterreich, hohe netzgewölbte Seitenkapellen eingebaut. Die Pultdächer der Seitenkapellen reichen bis knapp unter das mächtige Hauptschiffdach. Der mächtige Turm, unten viereckig mit übereck gestellten Strebepfeilern und einem Rundbogenfries, steht im Westen in der Kirchenachse. Das Turmerdgeschoß und das erste oktogonale Turmgeschoss sind gotisch. Der weitere Turmaufbau mit Schallfenstern erfolgte 1671. Die Glockenstube mit Laterne und Kuppel wurde 1820 aufgesetzt. Am Chor wurde beidseits Sakristeien angebaut. Die südliche Sakristei ist älter und hat einen Treppenturm. Die Kreuzkapelle wurde nördlich am Langhaus angebaut. Im Norden hat das Langhaus regionaltypisch keine Fenster. Bemerkenswert für die spätgotische Kirche ist die mit einem massiven Rippengewölbe gedeckte Krypta unter dem Chor, welche als Gruft für die Stiftsherren genutzt wurde. An den Außenwänden der Kirche befinden sich zahlreiche Grabsteine und Holzskulpturen, zumeist aus dem 17. und 18. Jahrhundert. Eine schwungvoll geschnitzte Ölberggruppe um 1759/1760 wird dem Bildhauer Johann Georg Itzlfeldner zugeschrieben.
Das Langhausinnere zeigt profilierte Wandpfeiler und Dienste mit Gebälkteilen und darüber ein Holztonnengewölbe. Die Seitenkapellen haben gotische Netzgewölbe. Das gotische Netzgewölbe im Turmerdgeschoß ist mit 1539 bezeichnet. Im Chor wurden die Rippen des Gewölbes später abgeschlagen.

## Ausstattung
Die barocke Inneneinrichtung entstand nach dem Kirchenbrand von 1815 und stammte vom Burghauser Maler Tobias Schinagl und dem aus Laufen gebürtigen Maler Johann Michael Rottmayr. Im Chor sind zwei große Leinwandbilder Maria Immaculata und Schutzengel um 1720 des Malers Cosmas Damian Asam, aus der Korbiniankapelle in Weihenstephan hierher übertragen. Von den ursprünglich zwei Seitenaltarbildern von Clemens Evangelist della Croce ist nur das der Rosenkranzspende der Gottesmutter an den heiligen Dominikus erhalten. Die Schnitzfiguren Wolfgang von Regensburg und Bonifatius im Chor schuf um 1700 der Bildhauer Johann Meinrad Guggenbichler. Über dem Eingang zur Kreuzkapelle ist eine Kreuzigungsgruppe, wobei die Schnitzfiguren Maria und Johannes aus dem 1. Viertel des 16. Jahrhunderts im Stil vom Meister der Altöttinger Türen gehalten sind. Die Engel und vier bewegte Figuren der Evangelisten in der Kreuzkapelle schuf 1699/1670 der Bildhauer Richard Högner aus Tittmoning.

## Orgel

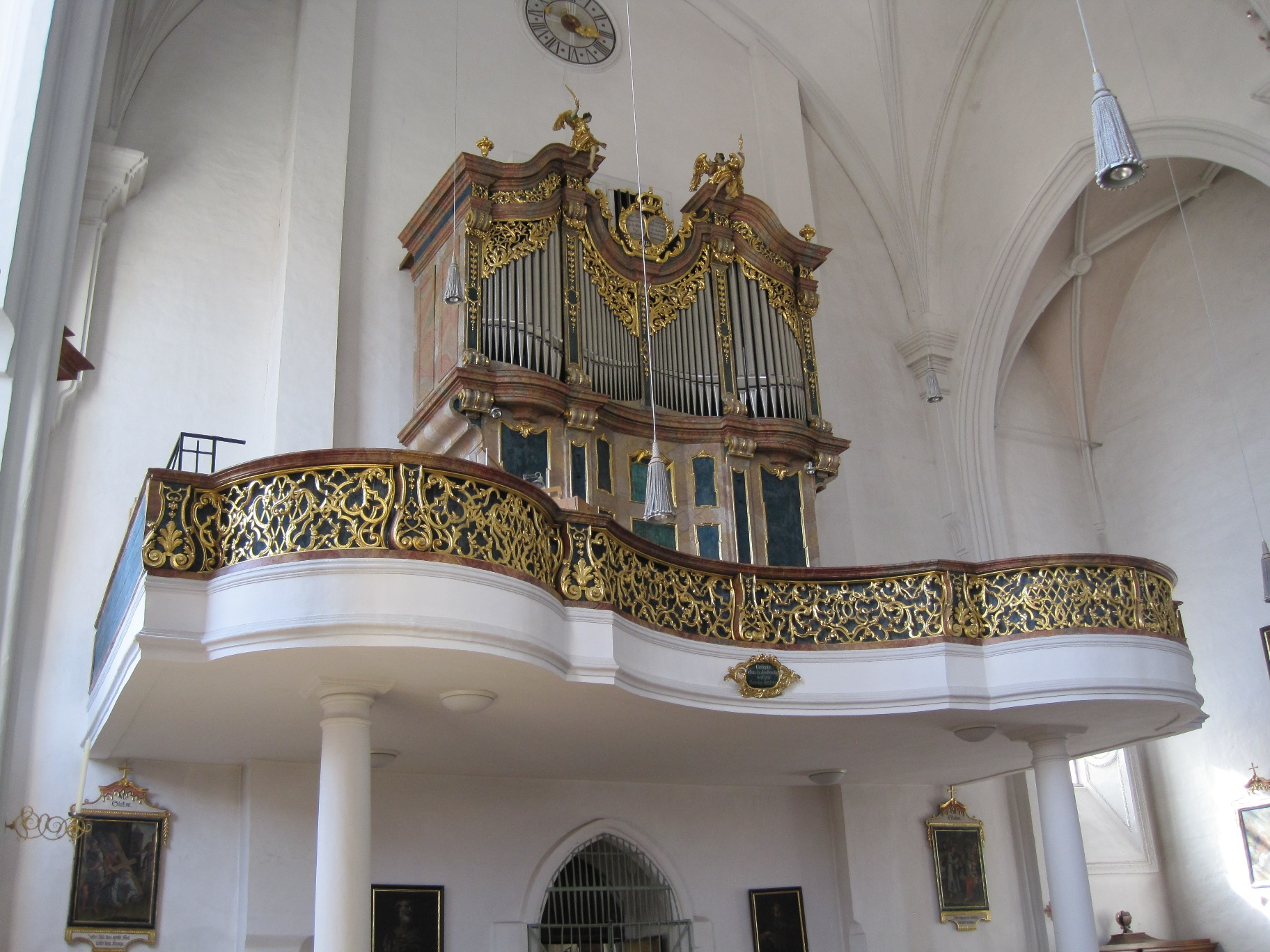
Orgelprospekt von Johann Christoph Egedacher

Die Orgel mit dem Prospekt von Johann Christoph Egedacher aus dem Jahr 1740 wurde 1816 vom Kloster Herrenchiemsee hierher übertragen. Das Orgelwerk von Franz Borgias Maerz (1899) wurde 1970 auf elektrische Traktur umgebaut und 1974 erweitert. Die Disposition lautet:
| I Hauptwerk C–g3 |        |         |
| Bourdon          | 16′    | M       |
| Prinzipal        | 08′    | ab c1 M |
| Gedackt          | 08′    | M       |
| Weidenpfeife 0   | 08′    | M       |
| Oktave           | 04′    | M       |
| Querflöte        | 04′    |         |
| Nasat            | 02 ⁄3′ |         |
| Oktave           | 02′    | M       |
| Mixtur IV        | 01 ⁄3′ |         |
| Trompete         | 08′    |         |

| II Schwellwerk C–g3 |       |       |
| Rohrgedeckt         | 8′    | C–h M |
| Prinzipal           | 4′    |       |
| Holzflöte           | 4′    |       |
| Sesquialter II 0    |       |       |
| Nachthorn           | 2′    |       |
| Kleinquinte         | 1 ⁄3′ |       |
| Scharff IV          | 1′    |       |
| Krummhorn           | 8′    |       |

| Pedal         |        |   |
| Violonbass    | 16′    | M |
| Subbass       | 16′    | M |
| Oktavbass     | 08′    | M |
| Choralbass    | 04′    |   |
| Hintersatz IV | 02 ⁄3′ |   |
| Posaune       | 16′    | M |

- Koppeln:  II/I, I/P, II/P (als Wippen und als Druckknöpfe)
- Spielhilfen: Crescendotritt, Crescendo ab, Tutti

Anmerkungen
M = Register von 1899 aus der Orgel von Franz Borgias Maerz.

## Sonstiges
Das Pflaster der Klosterbibliothek vom Kloster Raitenhaslach wurde hierher übertragen.